# Quelle joie de vivre (film, 1938)
Pour les articles homonymes, voir Quelle joie de vivre.
Pour plus de détails, voir Fiche technique et Distribution.
Quelle joie de vivre (titre original : Joy of Living) est un film musical américain réalisé par Tay Garnett, sorti en 1938.

## Synopsis
Margaret Maggie Garret est la vedette d'un nouveau spectacle musical, Glamour. Cela lui permet de gagner beaucoup d'argent bien qu'elle reste encore très endettée. Elle continue de travailler dur pour faire de l'émission un succès, tout en aidant ses parents et sa sœur.
Un soir, après un spectacle, elle se fraye un chemin à travers ses fans adorateurs et est abordée par Dan Webster, qui s'accroche à elle. Le prenant comme un maquereau, elle se rend à un poste de police mais Dan parle avec charme pour se sortir de là. Il est toutefois obligé de comparaître devant le tribunal qui demande à Maggie de comparaître en tant que témoin. Le juge conclut que l'accusation est prouvée et condamne Dan à six mois de prison. Maggie, qui prend lentement goût à la manière débonnaire de Dan, supplie le juge de commuer la peine en une condamnation avec sursis. Il accepte, mais nomme Maggie comme son agent de probation, à qui Dan doit se présenter deux fois par semaine.
Dan, se révèle alors comme un oisif issu d'une riche famille de banquier. Il prétend ainsi posséder une île du Pacifique Sud tout en continuant à poursuivre Maggie, essayant même de la convaincre de prendre un congé et de s'amuser avec lui.
Finalement, ils tombent amoureux et se marient. Dan veut immédiatement monter à bord de son bateau et naviguer vers son île, qu'il appelle Paradise mais Maggie doit alors faire un choix entre sa carrière ou lui.
Maggie retourne à la maison familiale pour affronter sa famille. Elle dit à ses parents, qui ont dépensé une fortune pour acquérir des antiquités, de se lancer dans le commerce d'antiquités et dit à sa sœur que c'est sa grande chance de la remplacer ce soir au spectacle en montant sur scène pour se faire un nom. Maggie rejoint ensuite Dan et ils partent pour Paradise.

## Fiche technique
- Titre original : Joy of Living
- Titre français : Quelle joie de vivre
- Réalisation : Tay Garnett
- Scénario : Gene Towne, C. Graham Baker et Allan Scott d'après une histoire de Dorothy Fields et Herbert Fields
- Direction artistique : Van Nest Polglase
- Costumes : Robert Kalloch et Edward Stevenson
- Directeur de la photographie : Joseph Walker
- Montage : Jack Hively
- Musique : Jerome Kern ; Robert Russell Bennett (non crédité)
- Production: Tay Garnett et Felix Young
- Société de production : RKO Radio Pictures
- Société de distribution  : RKO Radio Pictures
- Pays d'origine :  États-Unis
- Langue : Anglais
- Genre : film musical
- Format : Noir et blanc - 35 mm - 1,37:1 - Son mono  (RCA Victor System)
- Durée : 91 minutes
- Dates de sortie : 
  - États-Unis : 6 mai 1938
  - France : 25 mai 1938

## Distribution
- Irene Dunne : Margaret « Maggie » Garret
- Douglas Fairbanks Jr. : Daniel « Dan » Brewster
- Alice Brady : Minerva Garret
- Guy Kibbee : Dennis Garret
- Jean Dixon : Harrison
- Eric Blore : Potter
- Lucille Ball : Salina Garret Pine
- Warren Hymer : Mike
- Billy Gilbert : le propriétaire du café
- Frank Milan : Bert Pine
- Dorothy Steiner : Dotsy Pine
- Estelle Steiner : Betsy Pine
- Phyllis Kennedy : Marie
- Franklin Pangborn : le chef d'orchestre
- James Burke : le policier Mac McCarty

Acteurs non crédités
- Frank M. Thomas : Arthur
- Harry Woods : un policier